# フラジャイル 病理医岸京一郎の所見
『フラジャイル 病理医岸京一郎の所見』（フラジャイル びょうりいきしけいいちろうのしょけん）は、原作：草水敏・漫画：恵三朗による日本の漫画。『月刊アフタヌーン』（講談社刊）にて、2014年8月号より連載中。
2016年1月期にフジテレビ系にてTOKIOの長瀬智也の主演でテレビドラマ化された。
2018年には、第42回講談社漫画賞一般部門を受賞した。

## ストーリー
患者を持たず、病院の各科から持ち込まれる標本を元に病原を確定、治療方針を定める役割を担う「病理医」。優秀だが変人の病理医・岸京一郎が、自身の鑑別を元に、人知れず患者を救っていく。

## 登場人物
岸 京一郎（きし けいいちろう）
壮望会第一総合病院病理科長。長身痩躯に鳥の巣のような天然パーマの髪型が特徴の、目つきの悪い男性。かつては慶楼大学附属病院の感染症内科医だったが、ある出来事をきっかけに病理に転科した。
膨大な知識に裏付けされた確かな診断眼を持つきわめて優秀な病理医である一方、偏屈で傲岸不遜なトラブルメーカーとしても知られる。自身が提出した所見を蔑ろにしたり、十分な根拠に基づかず診断を下す臨床医に対しては、罵倒も含めた痛烈な批判も厭わないため「カンファ荒らし」と呼ばれて院内で恐れられ上層部からも疎まれている。
医療従事者としての使命感は確固たるものであり、病理部の同僚である宮崎・森井や他科の医師である細木・南波らからは、院内の人間関係に惑わされず、あくまでエビデンスに基づかれた診断や、医師、患者やその家族に接する姿勢から一定の信頼を得ている。好物は麺類であり、友人の比日野からはカップ麺かそばしか食べないと言われていた。
身長:183cm

宮崎 智尋（みやざき ちひろ）
壮望会第一総合病院神経内科勤務の新人医師。ある患者の治療方針について疑問を感じつつも意見できず葛藤していたが、カンファレンスで岸が異を唱えたことに共鳴し、力を借りるために病理部を訪ねた。岸の入れ知恵で自身の指導医でもある主治医のパソコンに侵入、MRI予約のデータを書き換えるという懲戒免職ものの行為をされたものの、結果的にそれが新たな疾患を発見することに繋がり、患者の命を救った。そのことに手応えを感じ、病理部に転属することを決意する。
素直で人が良く、頑張り屋の性格。岸のパワハラまがいの指導にしょっちゅうべそをかいているが、いざとなれば肚の座った決断を下すことも出来る。
酒好き。
身長:155cm
誕生日:3月5日
森井 久志（もりい ひさし）
臨床検査技師。複数人いるのが当然という規模の職場において、ただ1人の技師として全科の病理検査を行い、岸を支えている。岸の部下だけあって辛辣で強気な性格をしており、岸にも宮崎にも度々遠慮のない皮肉を浴びせているが、技師としての腕は確かで岸からも信頼を寄せられている。
もともとは医者志望だったが、実家の経済事情から断念し医大を中退した過去を持つ。そのため、臨床検査技師の範囲に収まらないほどの豊富な医学知識を持っており、他の病院の医師からスカウトされかかったこともある。
自転車が趣味で、ロードバイクに乗って通勤している。

細木 まどか（ほそき まどか）
外科医。岸とは医学生時代からの知人であり、いわく「唯一の友人」。アンニュイな雰囲気を漂わせる美女。岸の腕を買っており、彼が下す診断に対しては全幅の信頼を置く。スキンシップが過剰なため宮崎に「岸と付き合っているのでは」と誤解されたが、火箱曰くよくあることらしい。喫煙者。

火箱 直美（ひばこ なおみ）
大手の製薬会社「アミノ製薬」に勤務する営業、MR。足（靴）のサイズは22.5cm。社運を賭けた新開発の抗がん剤補助薬「JS1」の治験業務を上司と共に任されている。幼いころに兄を癌で亡くした過去をもつ。一見人懐こく愛嬌のある女性だが、それはあくまで営業用の仮面に過ぎず、実像は「良い薬が1日でも早く認可されることこそが善」という信条に凝り固まるあまり、自社に有利な治験データを導くための工作行為に平然と手を染め、それを誇りにさえ思っている危険人物である。JS1の治験に岸の協力を仰ぎ、末期の膵臓がん患者である竹田を紹介され、やがて彼から好意を持たれるが、治験の開始直後にJS1の重大な副作用が発覚。隠蔽しようとする会社と、「副作用が改善されるまで待つ時間はない」として投薬を止めない竹田との間で板挟みになってしまい、苦悩する。
竹田の死後、岸がJS1の欠陥について講演会で暴露する計画に手を貸した後、アミノ製薬を退社。小さな製薬会社に再就職した。

中熊 薫（なかくま かおる）
慶楼大学附属病院病理科長。医学教授。病理医界の重鎮であり、岸の師匠。禿頭の巨漢で、岸に負けず劣らず外見が怖い。普段は明朗でお茶目な振る舞いを見せる好々爺然とした人物だが、内面は厳格かつ酷薄で、医師としての覚悟を持たない人間には容赦がない。
岸の頭を張り倒せる、数少ない人物の1人。

## 書誌情報
- 草水敏：原作・恵三朗：漫画 『フラジャイル 病理医岸京一郎の所見』 講談社〈アフタヌーンKC〉、既刊30巻（2025年7月23日現在）
  1. 2014年11月21日発売、ISBN 978-4-06-388015-1
  2. 2015年2月23日発売、ISBN 978-4-06-388035-9
  3. 2015年7月23日発売、ISBN 978-4-06-388066-3
  4. 2015年10月23日発売、ISBN 978-4-06-388095-3
  5. 2016年1月22日発売、ISBN 978-4-06-388114-1
  6. 2016年6月23日発売、ISBN 978-4-06-388144-8
  7. 2016年10月21日発売、ISBN 978-4-06-388192-9
  8. 2017年3月23日発売、ISBN 978-4-06-388243-8
  9. 2017年7月21日発売、ISBN 978-4-06-388278-0
  10. 2017年11月22日発売、ISBN 978-4-06-510364-7
  11. 2018年3月23日発売、ISBN 978-4-06-510780-5
  12. 2018年8月23日発売、ISBN 978-4-06-512322-5
  13. 2019年1月23日発売、ISBN 978-4-06-514211-0
  14. 2019年5月23日発売、ISBN 978-4-06-515484-7
  15. 2019年9月20日発売、ISBN 978-4-06-517248-3
  16. 2019年10月23日発売、ISBN 978-4-06-517876-8
  17. 2020年3月23日発売、ISBN 978-4-06-518888-0
  18. 2020年8月21日発売、ISBN 978-4-06-520540-2
  19. 2020年12月23日発売、ISBN 978-4-06-521728-3
  20. 2021年5月21日発売、ISBN 978-4-06-523311-5
  21. 2021年9月21日発売、ISBN 978-4-06-524818-8
  22. 2022年4月21日発売、ISBN 978-4-06-526860-5
  23. 2022年9月22日発売、ISBN 978-4-06-529190-0
  24. 2023年1月23日発売、ISBN 978-4-06-530268-2
  25. 2023年5月23日発売、ISBN 978-4-06-531686-3
  26. 2023年9月22日発売、ISBN 978-4-06-532980-1
  27. 2024年2月22日発売、ISBN 978-4-06-534607-5
  28. 2024年7月23日発売、ISBN 978-4-06-536072-9
  29. 2024年11月21日発売、ISBN 978-4-06-537465-8
  30. 2025年7月23日発売、ISBN 978-4-06-539147-1

## テレビドラマ
2016年1月13日から3月16日まで毎週水曜22時 - 22時54分に、フジテレビ系のフジテレビ水曜10時枠の連続ドラマで放送された。タイトルは単に『フラジャイル』となっている。

### キャスト
| 役名        | 俳優                  |
| ----------- | --------------------- |
| 岸 京一郎   | 長瀬智也（当時TOKIO） |
| 宮崎 智尋   | 武井咲                |
| 森井 久志   | 野村周平              |
| 細木 まどか | 小雪                  |
| 佐田 直人   | 津田寛治              |
| 火箱 直美   | 松井玲奈              |
| 中熊 薫     | 北大路欣也            |

### ゲスト

#### 第1話
高坂 英利（こうさか ひでとし）
演 ‐ 平岳大
藤原 守（ふじわら まもる）
演 ‐ 手塚とおる
景山 花梨（かげやま かりん）
演 ‐ 上白石萌歌
景山 由里子（かげやま ゆりこ）
演 ‐ 舟木幸
佐藤 真一（さとう しんいち）
演 ‐ 夙川アトム
佐藤 里美（さとう さとみ）
演 ‐ 荻野友里

#### 第2話
大塚 洋治（おおつか ようじ）
演 ‐ 林和義
大塚 佐知代（おおつか さちよ）
演 ‐ 宮地雅子
倉木 浩介（くらき こうすけ）
演 ‐ 藤本隆宏

#### 第3話
中西 篤也（なかにし あつや）
演 ‐ 中村俊介
白根 智文（しらね ともふみ）
演 ‐ 清水伸
白根 由希子（しらね ゆきこ）
演 ‐ 原田佳奈

#### 第4話
安田 春香（やすだ はるか）
演 ‐ 中越典子
安田 博之（やすだ ひろゆき）
演 ‐ 尾関伸嗣
安田 綾（やすだ あや）
演 ‐  吉澤梨里花

#### 第5話
小早川 洋行（こばやかわ ひろゆき）
演 ‐ 安田章大（関ジャニ∞）
末期癌のため余命少ない保育士。
稲垣 大道（いながき だいどう）
演 ‐ 平山祐介（第10話）
原田 健（はらだ けん）
演 ‐ 小川あつし

#### 第6話
須藤 由美（すどう ゆみ）
演 ‐ 赤間麻里子
須藤 玲奈（すどう れな）
演 ‐ 村上穂乃佳
梅木 みゆき（うめき みゆき）
演 ‐ 山崎紘菜
奈良井 巧（ならい たくみ）
演 ‐ 篠井英介
高柴 善太郎（たかしば ぜんたろう）
演 ‐ 志賀廣太郎（第7話）

#### 第7話
岡崎副院長
演 ‐ 中丸新将（第8話）
理事長
演 ‐ 志賀圭二郎（第8話）
北山 奈央（きたやま なお）
演 ‐ ハマカワフミエ

#### 第8話
柳原 亮子（やなぎはら りょうこ）
演 ‐ 森口瑤子
出羽 カナ（いでわ カナ）
演 ‐ 恒松祐里
目黒 栄子（めぐろ えいこ）
演 ‐ 宮澤美保
近田医師
演 ‐ 渋谷謙人

#### 第9・10話
松田 幸司（まつだ こうじ）
演 ‐ 小出恵介
間瀬 辰人（ませ たつひと）
演 ‐ 髙嶋政宏
丹羽 豊（にわ ゆたか）
演 ‐ 中村育二
渋谷医師
演 ‐ 矢柴俊博

### スタッフ
- 原作 - 草水敏、恵三朗『フラジャイル 病理医岸京一郎の所見』（『アフタヌーン』（講談社）連載）
- 脚本 - 橋部敦子
- 音楽 - 林ゆうき、橘麻美
- 主題歌 - TOKIO「fragile」[6]（J Storm）
- 演出 - 石川淳一、城宝秀則、池辺安智
- プロデュース - 小林宙
- 制作 - フジテレビ
- 制作著作 - 共同テレビ

### 放送日程
| 各話                                                          | 放送日  | サブタイトル                                                                   | 演出     | 視聴率 |
| ------------------------------------------------------------- | ------- | ------------------------------------------------------------------------------ | -------- | ------ |
| 第1話                                                         | 1月13日 | 僕の言葉は絶対だ!! 正義と信念を貫く男が命を救う!!                              | 石川淳一 | 09.6%  |
| 第2話                                                         | 1月20日 | 天才病理医が救う命、その時救命救急で何が起こったのか? 空白の時間に潜む驚きの病 | 石川淳一 | 10.0%  |
| 第3話                                                         | 1月27日 | 病名がわからない!? 原因不明の病いから、夫婦の絆と命を守れ                      | 城宝秀則 | 10.0%  |
| 第4話                                                         | 2月03日 | 最も診断が出せない病気…託された母娘の命と未来!!                                | 城宝秀則 | 09.7%  |
| 第5話                                                         | 2月10日 | 余命1年の宣告通知 難病の青年の夢よ叶え 命を諦めない診断!!                      | 石川淳一 | 09.5%  |
| 第6話                                                         | 2月17日 | 患者からのSOS!! 主治医を変えたい母親 二転三転する診断から赤ん坊の命を救え!!    | 池辺安智 | 09.2%  |
| 第7話                                                         | 2月24日 | 迫るタイムリミット 明かされる医師の過去 花嫁の命を救え!!                       | 城宝秀則 | 09.8%  |
| 第8話                                                         | 3月02日 | 天才病理医のピンチ 女性患者に取り違えが発覚!? 真実を暴け!!                     | 石川淳一 | 08.8%  |
| 第9話                                                         | 3月09日 | 余命半年の幼なじみ 未来を託した夢の新薬 それは希望か悪魔か                     | 城宝秀則 | 10.6%  |
| 最終話                                                        | 3月16日 | 隠されていた副作用 巨悪が操作する治療薬 命の希望を諦めない                     | 石川淳一 | 10.5%  |
| 平均視聴率 9.8%（視聴率はビデオリサーチ調べ、関東地区・世帯） |         |                                                                                |          |        |

### 受賞歴
- 第3回コンフィデンスアワード・ドラマ賞[8][9]
  - 主演男優賞（長瀬智也）
- 第25回草彅剛のがんばった大賞
  - MVP（作品、野村周平）

### 映像ソフト
- 「フラジャイル」 Blu-ray BOX、DVD BOXが発売された。発売日 ‏ : ‎ 2016年7月27日、販売元 ‏ : ‎ TCエンタテインメント